# Karl Jaberg
Karl Jaberg (Langenthal, cantón de Berna, Suiza, 24 de abril de 1877–Berna, 30 de mayo de 1958) fue un romanista y dialectólogo suizo.

## Vida
Jaberg realizó sus estudios de Filología románica en la Universidad de Berna en 1895. También en Berna obtuvo el grado de doctor en 1900 con una tesis titulada Pejorative Bedeutungsentwicklung im Französischen (publicada por la revista Zeitschrift für romanische Philologie en 1901, 1903, 1905) y dirigida por Émile Freymond. En el curso siguiente (1900-1901) hizo una estancia en París en la que tuvo como tutores a los profesores Gaston Paris, Ferdinand Brunot y Jules Gilliéron. Este último lo influenció particularmente. Después de algunos años en la enseñanza secundaria, en 1906 defendió la tesis de habilitación en Zúrich dirigida por Jakob Ulrich (Über die assoziativen Erscheinungen in der Verbalflexion einer südostfranzösischen Dialektgruppe. Eine prinzipielle Untersuchung; publicada a Aarau en 1906). A partir de 1907 y hasta 1945 fue profesor de Filología románica e italiana en la Universidad de Berna y rector de esa universidad durante el curso 1931-1932.
Con Jakob Jud puso en marcha el proyecto del Atlas lingüístico de Italia y el sur de Suiza (Sprach- und Sachatlas Italiens und der Südschweiz; sigla AIS, publicado en ocho volúmenes entre 1928 y 1940 (acceso en línea).
De 1942 a 1948 fue director del Glossaire des Patois de la Suisse Romande. Miembro correspondiente de la "Preußische Akademie der Wissenschaften" desde 1937, fue presidente de la Sociedad de Lingüística Románica (1928-1930) y coorganizador del segundo Congreso Internacional de Lingüística y Filología Románicas.
Después de su muerte, su biblioteca y archivo fueron donados a la biblioteca del Seminario de Filología románica de la Universidad de Berna (Karl Jaberg-Bibliothek), y actualmente está integrada en la biblioteca de la Facultad.

## Otras obras
- Sprache als Äußerung und Sprache als Mitteilung, Brunswick, 1917.
- Idealistische Neuphilologie : Sprachwissenschaftliche Betrachtungen, Heidelberg, 1926.
- Der Sprachatlas als Forschungsinstrument (con Jakob Jud), Halle an der Saale, 1928.
- Aspects géographiques du langage. Conférences faites au Collège de France, diciembre de 1933, París, 1936.
- Sprachwissenschaftliche Forschungen und Erlebnisse, París, Zúrich, Leipzig, 1937.[3]
- Sprachwissenschaftliche Forschungen und Erlebnisse: Neue Folge (editado por Siegfried Heinimann), Berna, 1965.